# تنسيقات حزم لينكس
تنسيقات حزمة لينكس (بالإنجليزية: Linux حزمة formats) هي تنسيقات الملفات المستخدمة لتحزيم البرامج في توزيعات لينكس المختلفة. هذه هي أنواع الرئيسية :
- الحزم الثنائية (بالإنجليزية: Binary packages)‏
- الحزم المصدرية (بالإنجليزية: Source  packages)‏

## امثلة
- deb — حزمة دبيان, المستخدم في توزيعة دبيان والتوزيعات المعتمدة عليها مثل اوبنتو
- بورتاج — الملف الذي يحتوي على معلومات حول كيفية ترجمة، وتثبيت الحزمة، مستخدم في توزيعة جنتو.
- RPM — في الاصل يستخدم في ردهات, لكن الآن يستخدم من عدة توزيعات أخرى مثل فيدورا كور وماندريفا لينكس.
- pkg.tar.xz — المستخدم في توزيعة ارش لينكس, من قبل مدير الحزم باكمان.
- PISI - المستخدم في توزيعة باردوس التركية.
- tgz or tar.gz - يستخدم في توزيعة سلاكوير.